# مایلز دیویس
مایلز دیویس (به انگلیسی: Miles Davis) (زاده ۲۶ مه ۱۹۲۶ – درگذشته ۲۸ سپتامبر ۱۹۹۱) یکی از موسیقیدانان برجسته و تأثیرگذار سبک جاز در نیمهٔ دوم قرن بیستم بود و پیشرفت‌هایی که در عرصهٔ موسیقی جاز بعد از جنگ جهانی دوم، روی دادند بیشترشان به این آهنگساز و نوازنده ترومپت آمریکایی برمی‌گشتند. بی باپ، کول جاز، مدال جاز، و حتی فیوژن همه سبکهایی هستند که او در به وجود آمدنشان نقشی عمده داشته‌است. جاز آزاد شاید تنها سبکی باشد که از قلمرو نفوذ او خارج بوده و معمولاً به جان کولترین و اورنت کلمن نسبت داده می‌شود.
با وجود اینکه دیویس بارها تغییر سبک داده‌است عنصر مشترک تمام کارهای او این است که نوازندگی‌های او در قیاس با دیگر چهره‌های هم‌عصرش آرام‌تر و ملودیک تر می‌باشد. او در عین حال نماد موفقیت تجاری و موسیقایی در جاز به‌شمار می‌رود. دیویس که بالاخص برای پروراندن چندین نسل از نوازندگان و آهنگسازان جاز مشهور است در مورد ریشهٔ توانایی‌های موسیقی خود می‌گوید: «شنیدن موسیقی به شکلی که من می‌شنوم موهبتی است که همیشه با من بوده‌است. من نمی‌دانم از کجا می‌آید. من تنها می‌شنومش و در آن تردید و تفحص نمی‌کنم».

## فیلم‌شناسی
- آسانسوری به‌سوی قتلگاه
- نقطه داغ
- دینگو